# 289 Ненетта
289 Ненетта (289 Nenetta) — астероїд головного поясу, відкритий 10 березня 1890 року Огюстом Шарлуа у Ніцці.